# Dębica-Kolonia
Dębica-Kolonia – kolonia w Polsce położona w województwie lubelskim, w powiecie lubartowskim, w gminie Ostrówek. Wieś jest położona we wschodniej części gminy.
W pierwszej połowie XIX wieku było to obszar leśny. Dopiero w drugiej połowie XIX wieku Grodziccy zaczęli karczować las w miejsce którego założono osadę Dębica Kolonia.
W latach 1975–1998 miejscowość należała administracyjnie do województwa lubelskiego.
Wieś stanowi sołectwo gminy Ostrówek. Według Narodowego Spisu Powszechnego z roku 2011 wieś liczyła 138 mieszkańców.
Wierni Kościoła rzymskokatolickiego należą do parafii Matki Bożej Częstochowskiej w Ostrówku.